# لوید بلنکفین
لوید بلنکفین (به انگلیسی: Lloyd Blankfein) (زاده ۲۰ سپتامبر ۱۹۵۴) بانکدار و مدیر ارشد اجرایی آمریکایی است، که اکنون به‌عنوان مدیر عامل اجرایی و رئیس هیئت مدیره شرکت خدمات مالی گلدمن ساکس فعالیت می‌نماید.
وی در سال ۲۰۱۱ در فهرست مجله فوربز از قدرتمندترین افراد جهان در رتبه ۴۳ جای گرفت. در سال ۲۰۰۹ از سوی فایننشیال تایمز به‌عنوان مرد سال ۲۰۰۹ انتخاب شد.
لوید بلنکفاین در بخش برانکس نیویورک در خانواده‌ای یهودی متولد و در بخش شرق نیویورک بروکلین، نیویورک بزرگ شد.